# Copa América kobiet
Mistrzostwa Ameryki Południowej w piłce nożnej kobiet (hiszp. Sudamericano Femenino) – międzynarodowy turniej piłkarski w Ameryce Południowej organizowany co cztery lata przez CONMEBOL dla zrzeszonych reprezentacji krajowych kobiet. Pełnią funkcję kwalifikacji do mistrzostw świata – do światowego czempionatu awansuje dwa najlepsze zespoły danej edycji turnieju Ameryki Południowej.

## Historia
Zapoczątkowany został w 1991 roku przez CONMEBOL jako Mistrzostwa Ameryki Południowej w piłce nożnej kobiet. W turnieju finałowym uczestniczyły reprezentacje Brazylii, Chile i Wenezueli. Rozgrywki zostały rozegrane na stadionach Brazylii. Drużyny systemem kołowym w grupie rozegrały miejsca na podium. Pierwszy turniej wygrała reprezentacja Brazylii. W II edycji ilość drużyn została zwiększona do 5.
W pierwszych dwóch edycjach (1991, 1995) tylko zwycięzca rozgrywek otrzymywał przepustkę na mundial. W trzeciej edycji Sudamericano Femenino, zasady zostały zmienione. W turnieju finałowym 10 drużyn najpierw zostały rozbite na dwie grupy, a potem czwórka najlepszych zespołów systemem pucharowym wyłoniła mistrza. Zwycięzca nadal awansował bezpośrednio do Mistrzostw Świata, natomiast wicemistrz rozgrywał baraż z drużyną ze strefy CONCACAF. Ponowna zmiana zasad nastąpiła już w kolejnej edycji. Odtąd zarówno mistrz, jak i wicemistrz awansują bezpośrednio na mundial. Zasada ta obowiązuje nadal.

## Finały
| 1991 Szczegóły | Brazylia  | Brazylia  | format ligowy              | Chile     | Wenezuela | format ligowy              | W turnieju udział wzięły 3 drużyny. | 3  |
| 1995 Szczegóły | Brazylia  | Brazylia  | 2 – 0                      | Argentyna | Chile     | format ligowy              | Ekwador                             | 5  |
| 1998 Szczegóły | Argentyna | Brazylia  | 7 – 1                      | Argentyna | Peru      | 3 – 3 po dogr. karne 5 – 4 | Ekwador                             | 10 |
| 2003 Szczegóły | Peru      | Brazylia  | format ligowy              | Argentyna | Kolumbia  | format ligowy              | Peru                                | 10 |
| 2006 Szczegóły | Argentyna | Argentyna | format ligowy              | Brazylia  | Urugwaj   | format ligowy              | Paragwaj                            | 10 |
| 2010 Szczegóły | Ekwador   | Brazylia  | format ligowy              | Kolumbia  | Chile     | format ligowy              | Argentyna                           | 10 |
| 2014 Szczegóły | Ekwador   | Brazylia  | format ligowy              | Kolumbia  | Ekwador   | format ligowy              | Argentyna                           | 10 |
| 2018 Szczegóły | Chile     | Brazylia  | format ligowy              | Chile     | Argentyna | format ligowy              | Kolumbia                            | 10 |
| 2022 Szczegóły | Kolumbia  | Brazylia  | 1 – 0                      | Kolumbia  | Argentyna | 3 – 1                      | Paragwaj                            | 10 |
| 2025 Szczegóły | Ekwador   | Brazylia  | 4 – 4 po dogr. karne 5 – 4 | Kolumbia  | Argentyna | 2 – 2 karne 5 – 4          | Urugwaj                             | 10 |

## Statystyki
| Lp. | Drużyna   | Mistrz | Wicemistrz | Lata triumfów                                          |
| --- | --------- | ------ | ---------- | ------------------------------------------------------ |
| 1.  | Brazylia  | 9      | 1          | 1991*, 1995*, 1998, 2003, 2010, 2014, 2018, 2022, 2025 |
| 2.  | Argentyna | 1      | 3          | 2006*                                                  |
| 3.  | Kolumbia  | 0      | 4          |                                                        |
| 3.  | Chile     | 0      | 2          |                                                        |

* = jako gospodarz.

## Królowe strzelczyń
| Rok  | Zawodniczka      | Drużyna   | Gole |
| ---- | ---------------- | --------- | ---- |
| 1991 | Adri             | Brazylia  | 4    |
| 1995 | Sissi            | Brazylia  | 12   |
| 1998 | Roseli           | Brazylia  | 16   |
| 2003 | Marisol Medina   | Argentyna | 7    |
| 2006 | Cristiane        | Brazylia  | 12   |
| 2010 | Marta            | Brazylia  | 9    |
| 2014 | Cristiane        | Brazylia  | 12   |
| 2018 | Catalina Usme    | Kolumbia  | 9    |
| 2022 | Yamila Rodríguez | Argentyna | 6    |
| 2025 | Amanda Gutierres | Brazylia  | 6    |